# Sanitätslehrregiment
Das Sanitätslehrregiment (SanLehrRgt) ist der Ausbildungsverband des Sanitätsdienstes der Bundeswehr. Hier werden Grundausbildung und zentrale Elemente der Einsatzausbildung durchgeführt. Darüber hinaus ist es Erprobungstruppenteil des Sanitätsdienstes und präsentiert sanitätsdienstliche Fähigkeiten im militärischen und zivilen Umfeld.

## Geschichte
Das Sanitätslehrregiment in Feldkirchen entstand im Juli 2003 aus dem Gemischten Lazarettregiment 12. Der Stationierungsort, die Gäubodenkaserne in Feldkirchen liegt in Niederbayern im Zentrum des Gäubodens, der „Kornkammer Bayerns“. Das Sanitätslehrregiment hat diverse Ausbildungsaufträge für den gesamten Sanitätsdienst. Es ist dem Kommando Sanitätsdienstliche Einsatzunterstützung unterstellt.
Am 14. April 2025 übernahm mit Frau Oberfeldarzt Melanie Heyde die erste Frau das Kommando über das Sanitätslehrregiment.

## Auftrag
Das Sanitätslehrregiment nimmt grundsätzlich die Aufgaben eines Sanitätsregimentes wahr. Führung und Einsatz der unterstellten Truppenteile, Wahrnehmung der sanitätsdienstlichen Aufgaben der Ebene 2 im Einsatz (notfallchirurgische Versorgung) Sanitätsdienstliche Unterstützung ziviler Bedarfsträger im Rahmen der Nothilfe und des Katastrophenschutzes Abstellung von Personal in die Auslandseinsätze und einsatzgleiche Verpflichtungen.

## Gliederung

### 1./Sanitätslehrregiment – Versorgungs - Unterstützungskompanie
Die Versorgungs- und Unterstützungskompanie übernimmt querschnittliche Aufgaben der Versorgung und der Logistik. Sie gliedert sich in Kompanieführung und sechs Züge. Dem Führungsunterstützungszug, Nachschubzug, Transport- und Umschlagzug, Technischer Zug, Sanitätsmaterialzug und dem Sanitätshygienezug mit Betrieb der Patienten Dekontaminationseinrichtung.

### 2./Sanitätslehrregiment – Krankentransportkompanie
Die Krankentransport-Kompanie des Sanitätslehrregimentes stellt die Kraftfahrfachausbildung und -weiterbildung von deutschen und multinationalen Soldaten sicher. Ausgebildet wird an den (schwer-)geschützten bzw. gepanzerten Sanitätskraftfahrzeugen TPz Fuchs, YAK, Eagle IV und GTK Boxer. Darüber hinaus ist sie an zahlreichen Präsentationen und Übungen beteiligt, wo sie die Fähigkeiten der mobilen Ebene 1 – Versorgung und des Verwundetentransports abbildet.

### 3./Sanitätslehrregiment
Die Kernaufgabe der 3. Kompanie des Sanitätslehrregimentes ist der Aufbau und Betrieb des Rettungszentrums. Sie unterstützt bei Ausbildungen, Übungen und Präsentationen. Bei multinationalen Übungen steht die Ausbildung und Inübunghaltung der Soldaten im Vordergrund. Hier werden auch für den gesamten Sanitätsdienst Soldaten im Aufbau und Betrieb der Einrichtungen geschult.

### 4./Sanitätslehrregiment
Der Kernauftrag der 4. Kompanie des Sanitätslehrregiments ist der Aufbau und Betrieb des Rettungszentrums leicht sowie der Rettungsstation. Es stellt die Fähigkeit der ersten notfallchirurgischen Versorgung im Anschluss an die allgemeine und notfallmedizinische Versorgung der Versorgungsebene Role 1 sicher. Die 4. Kompanie unterstützt bei Präsentationen für nationale und internationale Delegationen.

### 5./Sanitätslehrregiment
Die Sanitätskompanie Verstärkungskräfte Reservisten (SanKp VstkgRes) wird zur Herstellung der vollen Einsatzbereitschaft des übergeordneten aktiven Verbandes der Sanitätstruppe benötigt. Sie unterstützt den aktiven Verband der Sanitätstruppe im gesamten Aufgabenspektrum bei Ausbildung, Übung und Einsatz, insbesondere auch bei der Wahrnehmung der Aufgaben eines Stützpunktes für die zivil-militärische Zusammenarbeit sowie bei nationalen Hilfseinsätzen.

### 6./Sanitätslehrregiment – Grundausbildungskompanie
Die Ausbildungskompanie führt für bis zu 400 Rekruten die Allgemeinmilitärische Grundbefähigung militärisches Personal für den Sanitätsdienst der Bundeswehr durch. Sie setzt sich zusammen aus dem zweimonatigen Grundmodul und dem anschließenden einmonatigen Ergänzungsmodul. Daneben stellt sie für Sanitätsoffizieranwärterinnen und Sanitätsoffizier-Anwärter aller Approbationen die dreimonatige Allgemeinmilitärische Basisausbildung sicher.

### Lehr- und Ausbildungszentrum Einsatz
Das Lehr- und Ausbildungszentrum Einsatz (früheres Zentrum Einsatz und Ausbildung des Sanitätsdienstes der Bundeswehr) führt die einsatzvorbereitende Ausbildung für alle Sanitätskräfte im Rahmen der Zusatzausbildung zur Einsatzausbildung Krisenintervention und Konfliktverhütung für alle Einsatzgebiete der Bundeswehr durch. Zudem finden dort die Lehrgänge für PECC (Patient Evacuation Coordination Cell) Personal im nationalen und internationalen Bereich statt. Des Weiteren stellt es die Ausbildung für sanitätsdienstliches Personal im Rahmen der TTVV (Teamtraining Taktische Verwundeten Versorgung) sicher.
Ebenso wird hier der Lehrgang „Sondertraining Taktische Verwundetenversorgung“(kurz: S-TVV) durchgeführt.

## Verbandsabzeichen
In Silber durch eine blaue Spitze, darin das Logo des Sanitätsdienstes der Bundeswehr, gespalten; vorne die Landesfarben von Bayern (Rauten) als Bezug zum Stationierungs-Bundesland Bayern; das linke Feld ist im Weiteren mit einem roten geschwungenen „L“ belegt, die Farbgebung erfolgte in Anlehnung an die Farbe des „Roten Kreuzes“ sowie an das Rot des Stadtwappens der Stadt Straubing und steht für den Lehrauftrag des Regimentes. Hinten in Rot ein silberner Pflug, darunter eine goldene heraldische Lilie. Diese Symbole sind dem Stadtwappen der Stadt Straubing entnommen. Hierbei ist der Pflug als Sinnbild der florierenden Landwirtschaft in der Umgebung der Metropole des Gäubodens, der Kornkammer Bayerns, zu verstehen. Die Lilie verweist als Mariensymbol auf die Patronin des Bistums Augsburg. Der Königsgutkomplex Strupinga kam 1029 an das Domkapitel Augsburg; unter dessen Grundherrschaft ist für das Jahr 1110 der Bestand eines Marktes belegt. Insofern gilt die Lilie auch als Sinnbild für das ältere Marktrecht.

## Kommandeure (Auswahl)
- 2004/05: Matthias Grüne
- 2008–2012: Thorsten Schütz
- 2012/13: Oberfeldarzt Rolf von Uslar
- bis 2020: Oberfeldarzt/Oberstarzt André Schilling
- 2020–2025: Oberstarzt Tobias Gamberger
- ab 2025: Oberfeldarzt Melanie Heyde